# Jabárovsk
Jabárovsk (en ruso: Хабáровск, Хабаровск.oggⓘ transliterado como Habárovsk, en chino: 伯力) es la capital y ciudad más poblada del krai de Jabárovsk en Rusia. La ciudad se encuentra situada a 25 km de la frontera con China, entre los ríos Amur y Ussuri, y es la segunda más poblada del Extremo Oriente ruso después de Vladivostok.
La ciudad de Jabárovsk fue fundada en 1858 como puesto militar por el gobernador del Extremo Oriente ruso Nikolái Muraviov-Amurski, durante su campaña en el Amur contra los manchúes. Sin embargo, su nombre lo recibe del explorador del siglo XVII Yeroféi Jabárov. Posteriormente fue sede del Comando Militar del Extremo Oriente y no estuvo cerrada a los extranjeros durante la época soviética, lo que favoreció su actual multiculturalismo con comunidades coreanas, japonesas y chinas. Jabárovsk es una ciudad muy industrializada y tres cuartas partes de la población se dedican al sector industrial.

## Historia

### Orígenes
Las tierras cercanas a la confluencia de los ríos Ussuri y Amur, donde se erige actualmente Jabárovsk, había sido habitada anteriormente por los pueblos tunguses, posiblemente emparentados con los yurchen en el pasado y/o los hezhen en el presente. Expediciones chinas llegaron a esta zona a comienzos del siglo XV, cuando las flotas de un eunuco de los Ming, Yishiha, atracaron en la zona procedentes de Ciudad Jilin en su camino al territorio ruso de Tyr.

### Exploradores rusos en elsigloXVII

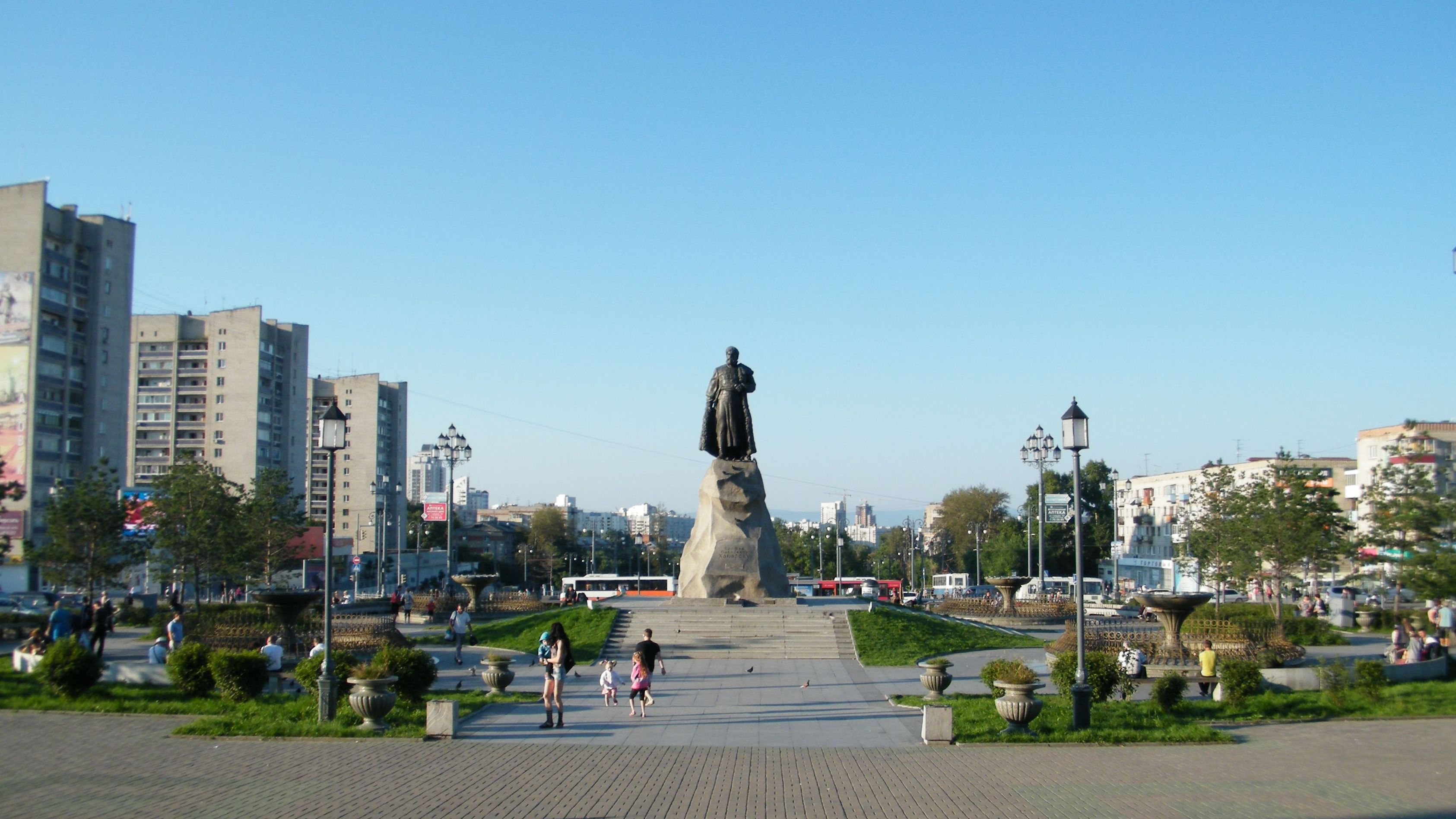
Estatua en honor a Yeroféi Jabárov en Jabárovsk

A mediados del siglo XVII, el valle del Amur se convirtió en escenario de hostilidades entre los cosacos rusos, tratando de expandirse en la región y recoger impuestos de los nativos, y la dinastía Manchú de los Qing, que trataba de asegurar la región.
Los exploradores rusos del siglo XVII instalaron campamentos fortificados, ostrogs, en la región del Amur. La mayor parte de éstos se usaron sólo unos meses y más tarde fueron destruidos. El primero de estos campamentos fue construido en la zona en la que actualmente se asienta la ciudad de Jabárovsk y recibió el nombre de Achansk (en ruso: Ачанск, o Ачанский городок), levantado por los cosacos del explorador ruso Yeroféi Jabárov en septiembre de 1651. La fortaleza recibió su nombre de la tribu local a la que los hombres de Jabárov llamaron "Achans".
 El 8 de octubre, el fuerte fue atacado sin éxito por los Achans y los Dyuchery (que mantenían malas relaciones con los cosacos debido a los altos impuestos que les cobraban y sus métodos para obtenerlos) mientras los rusos se encontraban ausentes. A finales de noviembre, los hombres de Jabárov iniciaron una campaña de tres días contra Zaksor y sometiendo a su pueblo a la voluntad del zar ruso. Se emprendieron ataques similares posteriores contra el jefe de los Dyuchery lejos de Achansk.
Entre el 24-26 de marzo de 1652, el fuerte Achansk fue atacado por los manchúes liderados por el comandante Haise y ayudados por tropas Dyuchery. Sin embargo, los cosacos rusos se mantuvieron firmes en la batalla que se alargó durante un día, llegando incluso a hacerse con los suministros del enemigo que llegaban a través de las líneas de abastecimiento. Con la llegada de la primavera, el ejército de Jabárov destruyó el fuerte y zarparon.
Jabárovsk, llamada así por el explorador ruso Yeroféi Jabárov, fue fundada en 1858 como puesto de observación militar y más tarde llegó a ser un importante centro industrial para la región. 

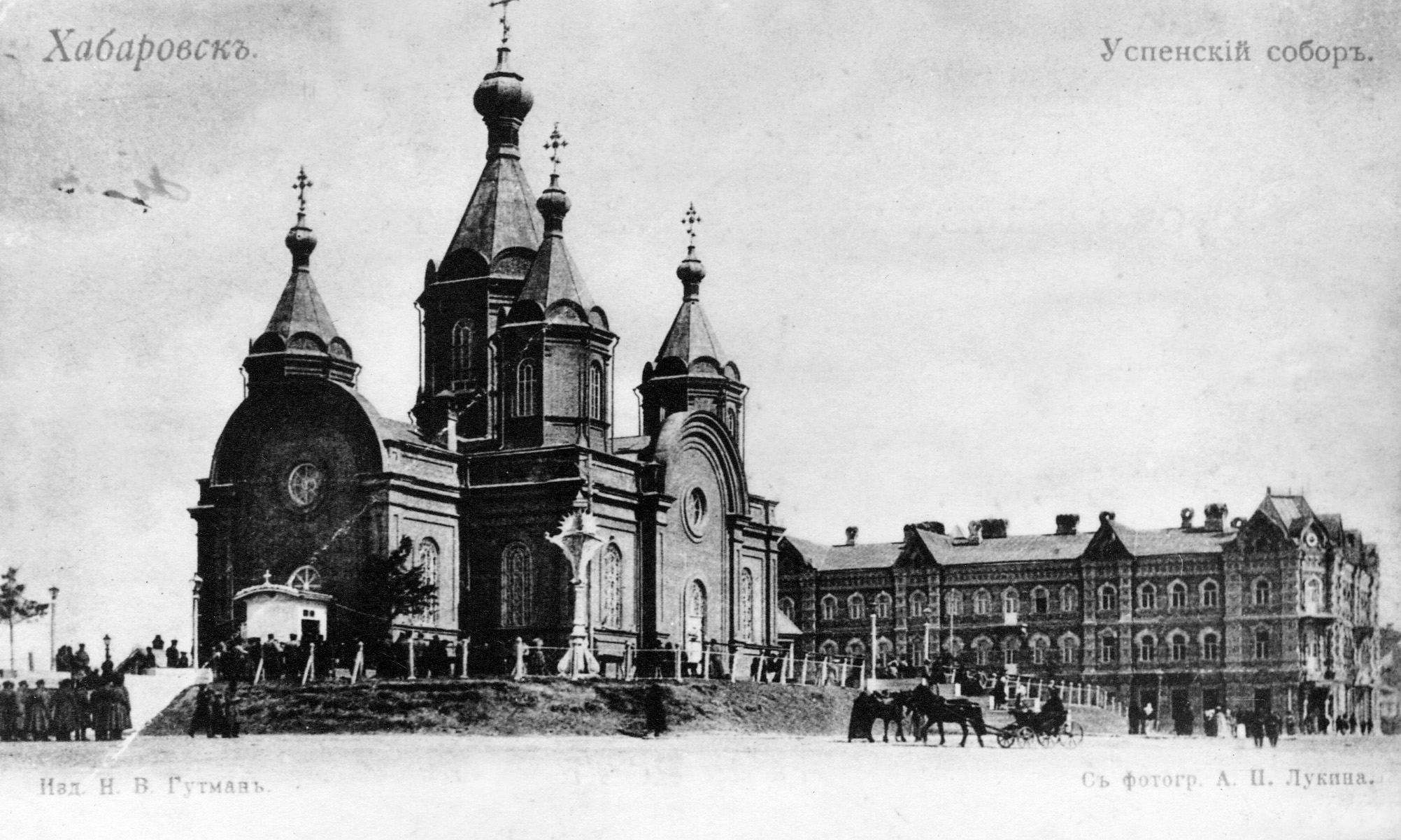
La ciudad de Jabárovsk en 1903

En 1894, el Departamento de la Sociedad Geográfica Rusa se formó en Jabárovsk y comenzó a iniciar la fundación de bibliotecas, teatros y museos en la ciudad. Desde entonces, la vida cultural de Jabárovsk ha florecido. Gran parte de la historia indígena local ha sido bien preservada en el Museo del Saber Regional y el Museo de Historia Natural y en lugares como cerca de la población nanaiana de Sijachi-Alyan, donde se pueden encontrar dibujos en las rocas de hace más de 3,000 años. El Museo de Arte de Jabárovsk exhibe una rara colección de antiguos iconos rusos.
A diferencia de Vladivostok, la ciudad nunca fue cerrada a los extranjeros y retiene su histórico sabor internacional. Durante doce años, fue la capital del Lejano Oriente soviético, desde 1926 hasta 1938, experimentando a partir del colapso de la Unión Soviética, un fuerte incremento de la presencia asiática. Se estima que un millón de chinos viajan hacia y a través de Jabárovsk y la inversión extranjera de corporaciones japonesas y coreanas ha crecido en los últimos años.
La ciudad de Jabárovsk fue también el sitio de los juicios por crímenes de guerra, en la cual doce exmiembros del ejército japonés de Kwantung fueron enjuiciados por la fabricación y uso de armas biológicas durante la Segunda Guerra Mundial.
Algunas islas del río Amur fueron objeto de una disputa fronteriza entre China y Rusia durante los años sesenta.

## Mapas

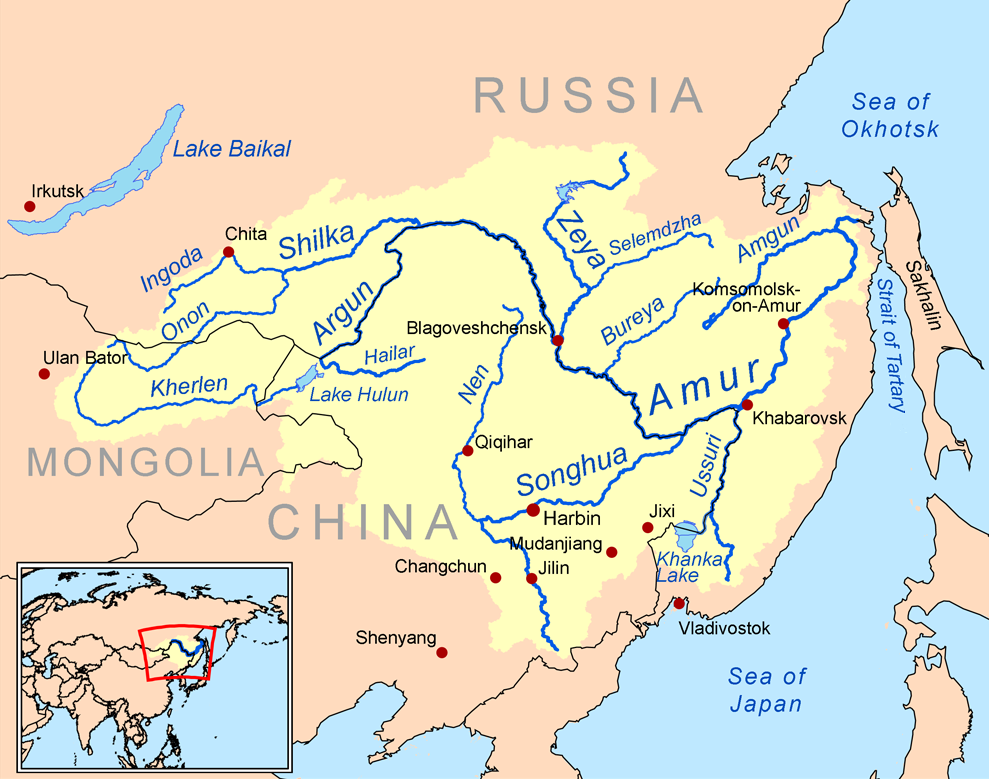
Mapa del río Amur y Jabárovsk (Khabarovsk)
Mapa en ruso del Amur (Амур) Jabárovsk (Хабаровск)
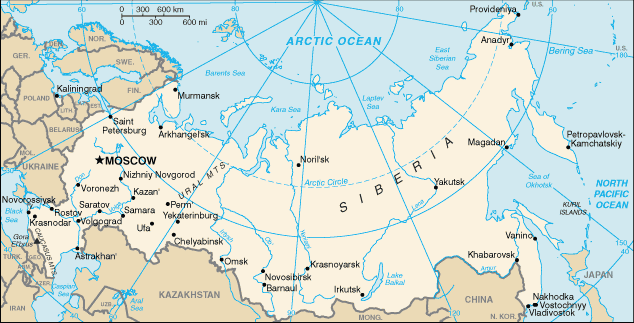
Mapa de Rusia derecha Jabárovsk (Khabarovsk)

## Geografía
La ciudad está situada en el continente asiático, cerca de la confluencia de los ríos Amur y Ussuri, 753 km al norte de Vladivostok y 30 km al este de la frontera con China. Jabárovsk tiene un área de 37 200 ha, repartidas a lo largo de la orilla del Amur y los canales de Amur —45 km— y una anchura máxima de 10 km (cerca del aeropuerto es de 18,7 km). Situado en una colina en el margen derecho del Amur, el relieve es variado y complejo. La parte central de Jabárovsk se extiende a lo largo de los suaves bordes de la pendiente con una altura de 70-90 m sobre el nivel del mar y las elevaciones relativas de 20-30 m.

### Clima
La ciudad de Jabárovsk posee un clima templado, continental húmedo y monzónico, con inviernos fríos y húmedos, mientras que los veranos son cálidos y húmedos.
La temperatura media en enero es de -20,5 °C, la temperatura media en julio de 21,4 °C y la temperatura media anual es de 2,2 °C. El mínimo absoluto es de -41,4 °C, temperatura que se registró en enero de 2011. El máximo absoluto es 35,7 °C, valor registrado en julio de 1974. En junio de 2008 la temperatura llegó a 35,1 °C, convirtiéndose en el día de junio más caluroso de la historia de la ciudad, pero el 27 de junio de 2010 el récord se superó en 0,3 °C.
La precipitación anual promedio de 686 mm. La precipitación máxima por día es de 121,2 mm, que se registró en julio de 1985. El mes más húmedo fue agosto de 1981 y ascendió a 434 mm.
| Parámetros climáticos promedio de Jabárovsk (1991-2020) | Parámetros climáticos promedio de Jabárovsk (1991-2020) | Parámetros climáticos promedio de Jabárovsk (1991-2020) | Parámetros climáticos promedio de Jabárovsk (1991-2020) | Parámetros climáticos promedio de Jabárovsk (1991-2020) | Parámetros climáticos promedio de Jabárovsk (1991-2020) | Parámetros climáticos promedio de Jabárovsk (1991-2020) | Parámetros climáticos promedio de Jabárovsk (1991-2020) | Parámetros climáticos promedio de Jabárovsk (1991-2020) | Parámetros climáticos promedio de Jabárovsk (1991-2020) | Parámetros climáticos promedio de Jabárovsk (1991-2020) | Parámetros climáticos promedio de Jabárovsk (1991-2020) | Parámetros climáticos promedio de Jabárovsk (1991-2020) | Parámetros climáticos promedio de Jabárovsk (1991-2020) |
| Mes                                                     | Ene.                                                    | Feb.                                                    | Mar.                                                    | Abr.                                                    | May.                                                    | Jun.                                                    | Jul.                                                    | Ago.                                                    | Sep.                                                    | Oct.                                                    | Nov.                                                    | Dic.                                                    | Anual                                                   |
| ------------------------------------------------------- | ------------------------------------------------------- | ------------------------------------------------------- | ------------------------------------------------------- | ------------------------------------------------------- | ------------------------------------------------------- | ------------------------------------------------------- | ------------------------------------------------------- | ------------------------------------------------------- | ------------------------------------------------------- | ------------------------------------------------------- | ------------------------------------------------------- | ------------------------------------------------------- | ------------------------------------------------------- |
| Temp. máx. abs. (°C)                                    | 0.6                                                     | 6.3                                                     | 17.0                                                    | 28.6                                                    | 31.5                                                    | 36.4                                                    | 35.7                                                    | 35.6                                                    | 29.8                                                    | 26.4                                                    | 15.5                                                    | 6.6                                                     | 36.4                                                    |
| Temp. máx. media (°C)                                   | -14.9                                                   | -9.9                                                    | -1.0                                                    | 10.5                                                    | 19.2                                                    | 23.8                                                    | 26.8                                                    | 24.9                                                    | 19.7                                                    | 10.6                                                    | -2.8                                                    | -13.6                                                   | 7.8                                                     |
| Temp. media (°C)                                        | -19.2                                                   | -14.9                                                   | -5.9                                                    | 4.8                                                     | 12.9                                                    | 18.0                                                    | 21.4                                                    | 19.9                                                    | 14.1                                                    | 5.4                                                     | -6.9                                                    | -17.4                                                   | 2.7                                                     |
| Temp. mín. media (°C)                                   | -23.1                                                   | -19.6                                                   | -10.7                                                   | -0.1                                                    | 7.3                                                     | 12.8                                                    | 16.8                                                    | 15.7                                                    | 9.4                                                     | 1.0                                                     | -10.4                                                   | -20.9                                                   | -1.8                                                    |
| Temp. mín. abs. (°C)                                    | -40.0                                                   | -35.1                                                   | -28.9                                                   | -15.1                                                   | -3.1                                                    | 2.2                                                     | 6.8                                                     | 4.9                                                     | -3.3                                                    | -15.6                                                   | -27.7                                                   | -36.7                                                   | -40.0                                                   |
| Precipitación total (mm)                                | 13                                                      | 12                                                      | 22                                                      | 37                                                      | 70                                                      | 84                                                      | 137                                                     | 143                                                     | 85                                                      | 48                                                      | 26                                                      | 19                                                      | 696                                                     |
| Nevadas (cm)                                            | 14                                                      | 16                                                      | 12                                                      | 1                                                       | 0                                                       | 0                                                       | 0                                                       | 0                                                       | 0                                                       | 1                                                       | 5                                                       | 10                                                      | 59                                                      |
| Días de lluvias (≥ 1 mm)                                | 0                                                       | 0                                                       | 1                                                       | 10                                                      | 16                                                      | 15                                                      | 15                                                      | 17                                                      | 15                                                      | 11                                                      | 2                                                       | 0                                                       | 102                                                     |
| Días de nevadas (≥ 1 mm)                                | 14                                                      | 11                                                      | 11                                                      | 6                                                       | 1                                                       | 0                                                       | 0                                                       | 0                                                       | 0.1                                                     | 4                                                       | 12                                                      | 14                                                      | 73.1                                                    |
| Horas de sol                                            | 147                                                     | 181                                                     | 231                                                     | 213                                                     | 242                                                     | 262                                                     | 248                                                     | 217                                                     | 212                                                     | 189                                                     | 159                                                     | 145                                                     | 2446                                                    |
| Humedad relativa (%)                                    | 75                                                      | 72                                                      | 68                                                      | 63                                                      | 65                                                      | 74                                                      | 79                                                      | 83                                                      | 78                                                      | 67                                                      | 69                                                      | 73                                                      | 72.2                                                    |
| Fuente n.º 1: Погода и климат                           |                                                         |                                                         |                                                         |                                                         |                                                         |                                                         |                                                         |                                                         |                                                         |                                                         |                                                         |                                                         |                                                         |
| Fuente n.º 2: NOAA                                      |                                                         |                                                         |                                                         |                                                         |                                                         |                                                         |                                                         |                                                         |                                                         |                                                         |                                                         |                                                         |                                                         |

## Demografía
Composición étnica (2010):
- Rusos – 92.6%
- Ucranianos – 1.8%
- Coreanos – 1.1%
- Chinos – 0.6%
- Tártaros – 0.5%
- Uzbecos – 0.5%
- Otros – 2.9%

## Economía

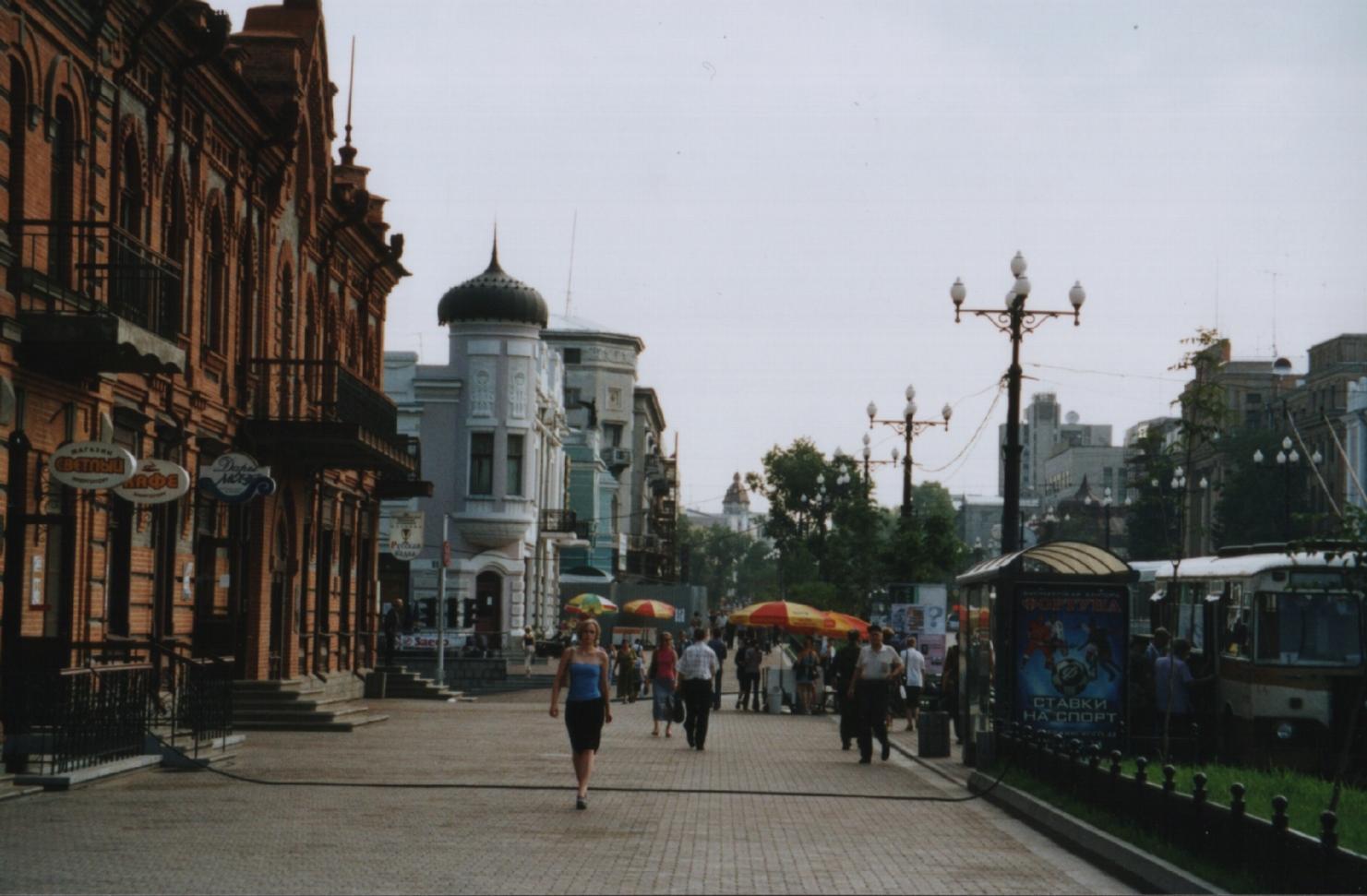
Jabárovsk ha sido seleccionada en varias ocasiones como la ciudad más desarrollada y confortable de Rusia.

Los principales sectores de la economía de Jabárovsk es la industria, la construcción y, sobre todo, el transporte. En el apartado industrial destaca el sector energético —que representa el 36,5 % del volumen de producción industrial de Jabárovsk—, el sector de procesamiento de alimentos, la ingeniería mecánica y la metalurgia.
Tras la disolución de la Unión Soviética, Jabárovsk, sufrió largos periodos de incertidumbre. Al igual que el resto del país, la ciudad desconocía el funcionamiento de una sociedad de mercado, por lo que las autoridades locales tuvieron que buscar soluciones alternativas para impulsar el sector financiero y evitar el colapso de la economía de la ciudad. A finales de la década de 1990, la economía de Jabárovsk se caracterizaba por altos niveles de inflación, una disciplina de pago poco seria y una grave tasa de endeudamiento público. La vida económica de Jabárovsk se basaba, principalmente, en el pequeño negocio.
A partir del año 2000, la ciudad, a través de un plan de desarrollo socioeconómico, logró atraer nuevas inversiones, facilitar el desarrollo de la pequeña y mediana empresa y fortalecer la política social, en especial con familias de bajos ingresos. Entre el periodo de 2000-2004, la administración municipal de Jabárovsk inyectó 44,8 millones de rublos (1,5 millones de dólares) a más de treinta empresas locales, aumentando en un 82,5 % la productividad de la economía de la ciudad. Estos datos no pasaron desapercibidos para los nuevos inversores, que veían a la ciudad de Jabárovsk como un foco incipiente de oportunidades, lo que provocó que el volumen total de inversiones alcanzase los 59 billones de rublos (1,96 billones de dólares) en ese mismo periodo.
En el año 2000, el presupuesto de la ciudad de Jabárovsk era de 63,9 millones de rublos, mientras que en 2004 alcanzó los 192,5 millones de rublos. Jabárovsk fue seleccionada como la "ciudad más desarrollada y confortable de Rusia" en 2005, 2006, 2008 y 2009. En 2010, la revista Forbes clasificó a Jabárovsk como la segunda ciudad más adecuada para los negocios privados en Rusia por detrás de Krasnodar.

## Educación

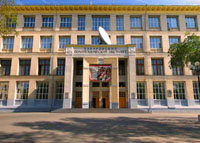
Universidad Nacional del Pacífico de Jabárovsk.

En la ciudad de Jabárovsk se encuentran las siguientes instituciones de enseñanza superior:
- Universidad Nacional del Pacífico (antigua Universidad de Tecnología Estatal de Jabárovsk)
- Universidad Estatal del Extremo Oriente de Humanidades
- Universidad Médica Estatal del Extremo Oriente
- Academia Estatal de Jabárovsk de Economía y Derecho
- Universidad Estatal del Extremo Oriente de Transporte
- Academia del Extremo Oriente de Servicios Gubernamentales
- Universidad Estatal del Extremo Oriente de Educación Física
- Instituto Estatal de Jabárovsk de Arte y Cultura

## Cultura y artes
La ciudad de Jabárovsk cuenta con varios museos de diferentes temáticas, así como teatros y otras instituciones culturales. 

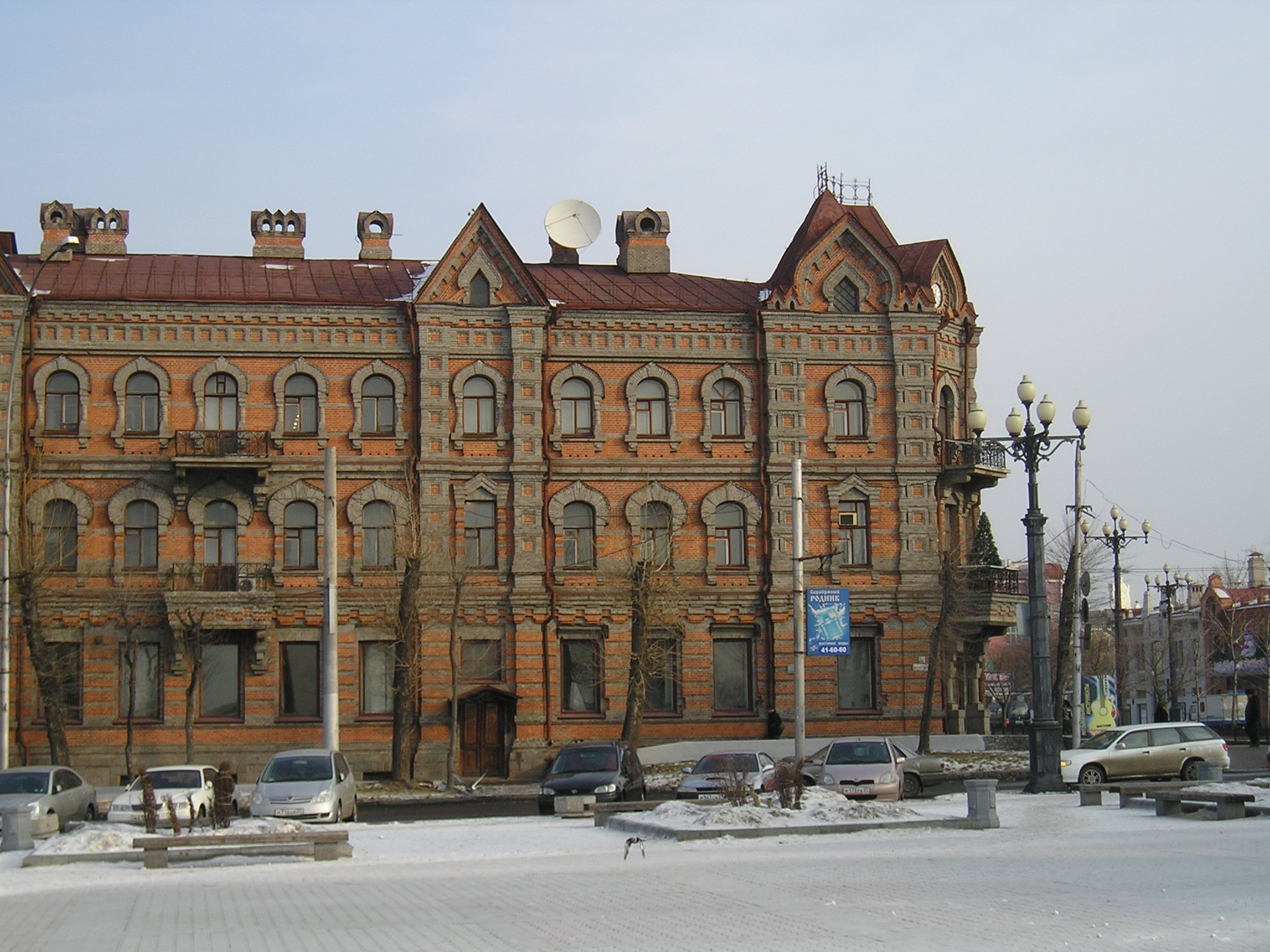
Biblioteca Científica Estatal del Lejano Oriente.

Uno de los museos más destacados de la ciudad es el Museo Histórico-Etnográfico N. Grodekov, que abrió sus puertas el 19 de abril de 1894 por iniciativa de la Sociedad Geográfica del Imperio Ruso. En 1900 fue construido el edificio actual del museo y cuenta con unas exposiciones constantes, dedicadas a la naturaleza, la historia antes y después del período soviético. Algunas de sus colecciones han sido expuestas en Nóvgorod, Kazán, Chicago y París. El explorador y escritor Vladímir Arséniev dirigió el museo entre los años 1910-1919 y 1924-1925.

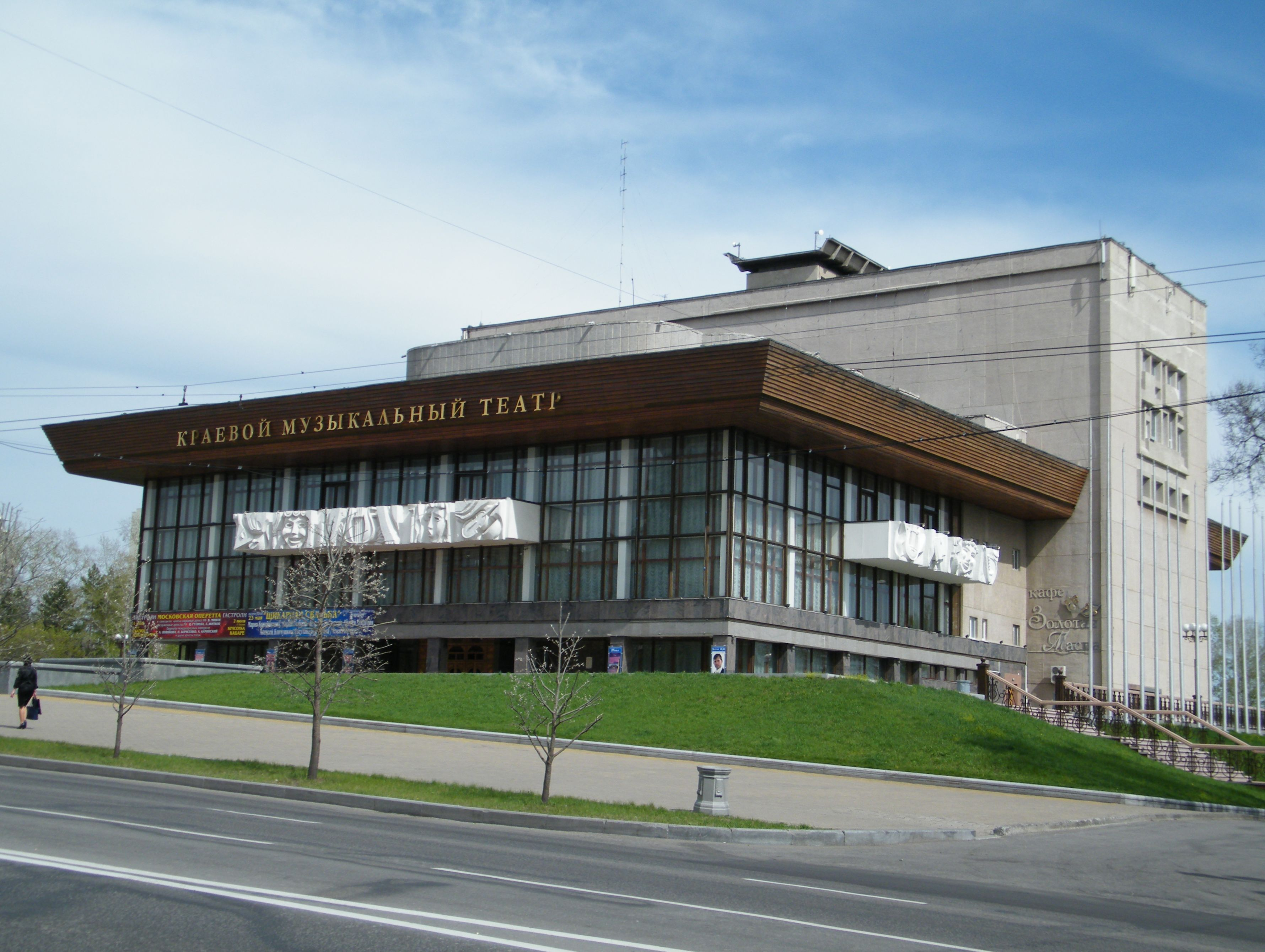
Teatro de Comedia Musical de Jabárovsk.

El Museo de Arte del Lejano Oriente tiene importantes colecciones de arte del mundo antiguo, Europa occidental y los pueblos de Oriente, la Revolución rusa y el arte soviético, el arte del Norte y del Lejano Oriente. Por su parte, el Museo de Historia abrió sus puertas en la ciudad de Jabárovsk en el 146.º aniversario de la ciudad, el 31 de mayo de 2004. Las colecciones del museo incluyen muestras de la historia de Jabárovsk desde su fundación hasta nuestros días, incluyendo el período pre-revolucionario, la revolución de 1917 y la guerra civil en Jabárovsk, la Gran Guerra Patria y la posguerra, los años de la Perestroika y Jabárovsk en el presente.
Debido al fuerte carácter militar de la ciudad, el Museo Histórico Militar del Lejano Oriente es uno de los más importantes de Jabárovsk. Abrió sus puertas en 1983 y se interesa por la historia de la formación y el desarrollo del ejército en el Lejano Oriente. Aquí tenían lugar las muestras al aire libre de equipos militares en los últimos años. El Museo de Geología fue inaugurado el 3 de noviembre de 1977 en una antigua mansión de los Plyusnin, una familia de comerciantes conocidos antes de la revolución de Jabárovsk. Contiene una gran colección de mineralesde las diferentes áreas del Lejano Oriente e, incluso, muestras del suelo lunar.
La ciudad cuenta con varios teatros, entre ellos el Teatro Dramático del Krai de Jabárovsk. Fue abierto al público en marzo de 1946 y tiene capacidad para 640 espectadores. En este teatro se representan desde clásicos rusos y extranjeros hasta obras de dramaturgos modernos. El Teatro de Comedia Musical es la mejor plataforma escénica de la ciudad; representa todo tipo de musicales, desde operetas hasta obras modernas y tiene capacidad para 916 espectadores. La ciudad también dispone del Teatro de Marionetas del Krai de Jabárovsk, el Teatro Juvenil del Krai de Jabárovsk, la Orquesta Filarmónica Regional de Jabárovsk, y las compañías independientes del Teatro Tríada y el Teatro Blanco.
Desde 1981 la ciudad tiene un sistema centralizado de bibliotecas públicas, incluida la Biblioteca Central de Jabárovsk, que gestiona alrededor de dos millones de libros, publicaciones y material audiovisual para los ciudadanos. La Biblioteca Científica Estatal del Lejano Oriente de Jabárovsk es una institución creada, también, por la Sociedad Geográfica del Imperio Ruso y el edificio data de 1915. Esta biblioteca es una de las más importantes de todo el Lejano Oriente ruso y cuenta con ediciones de los siglos XVI-XVIII y material original de la historia de Jabárovsk. Además existe la Biblioteca Infantil AP Gaidar y la Biblioteca Científica Estatal de Jabárovsk de Ciencias Económicas y Derecho.

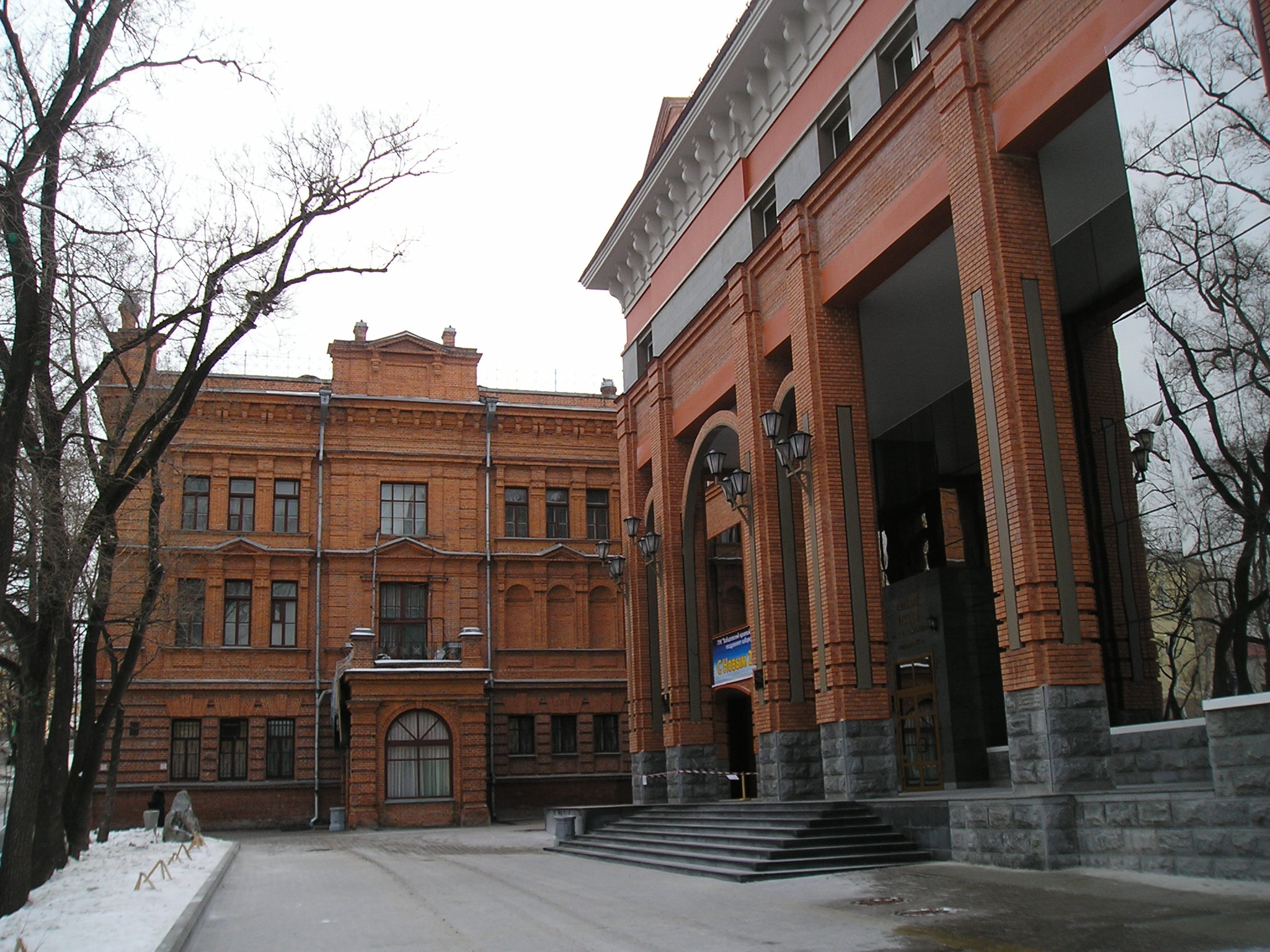
Museo Histórico-Etnográfico N. Grodekov.
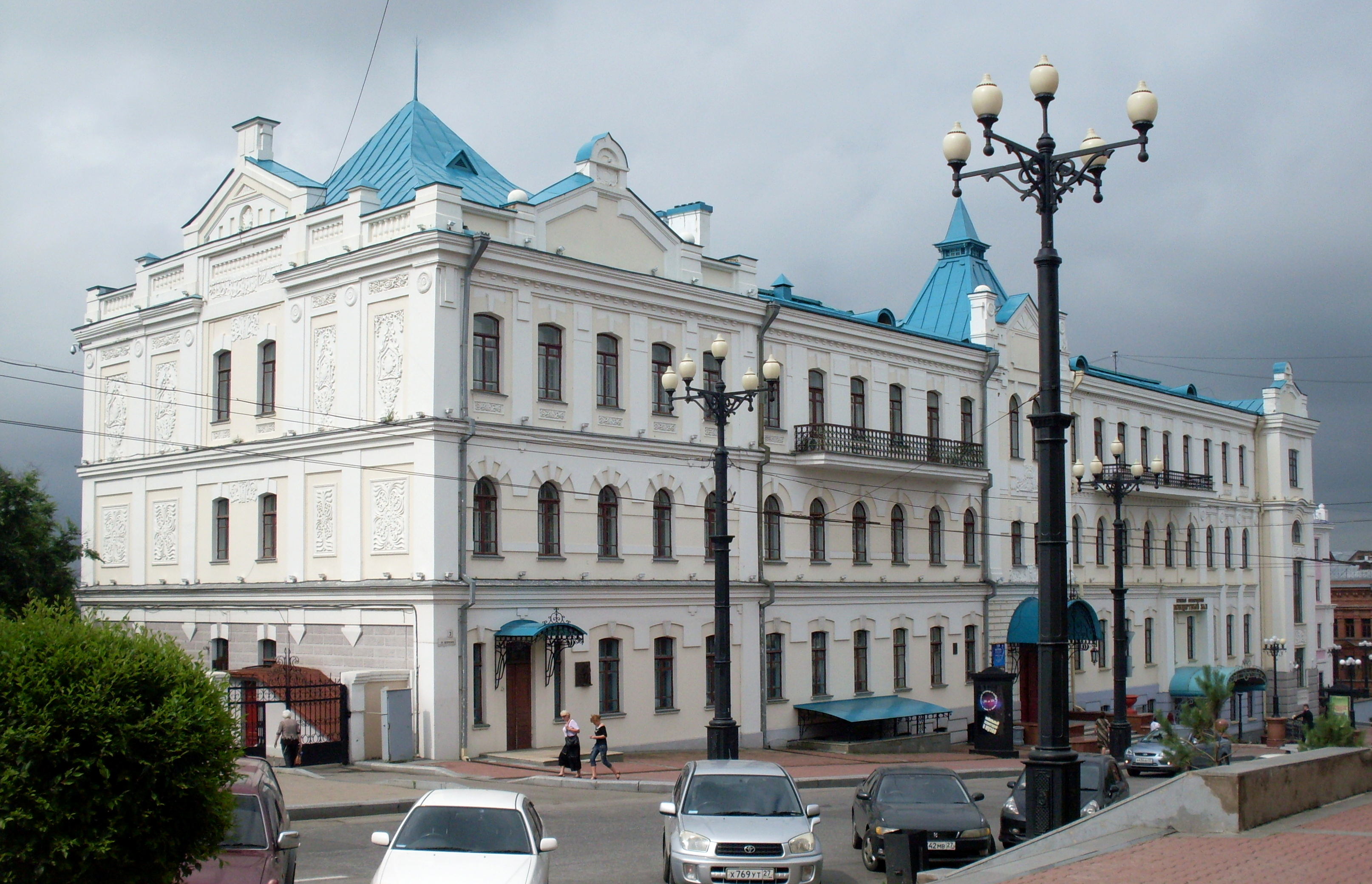
Museo de Arte del Lejano Oriente.
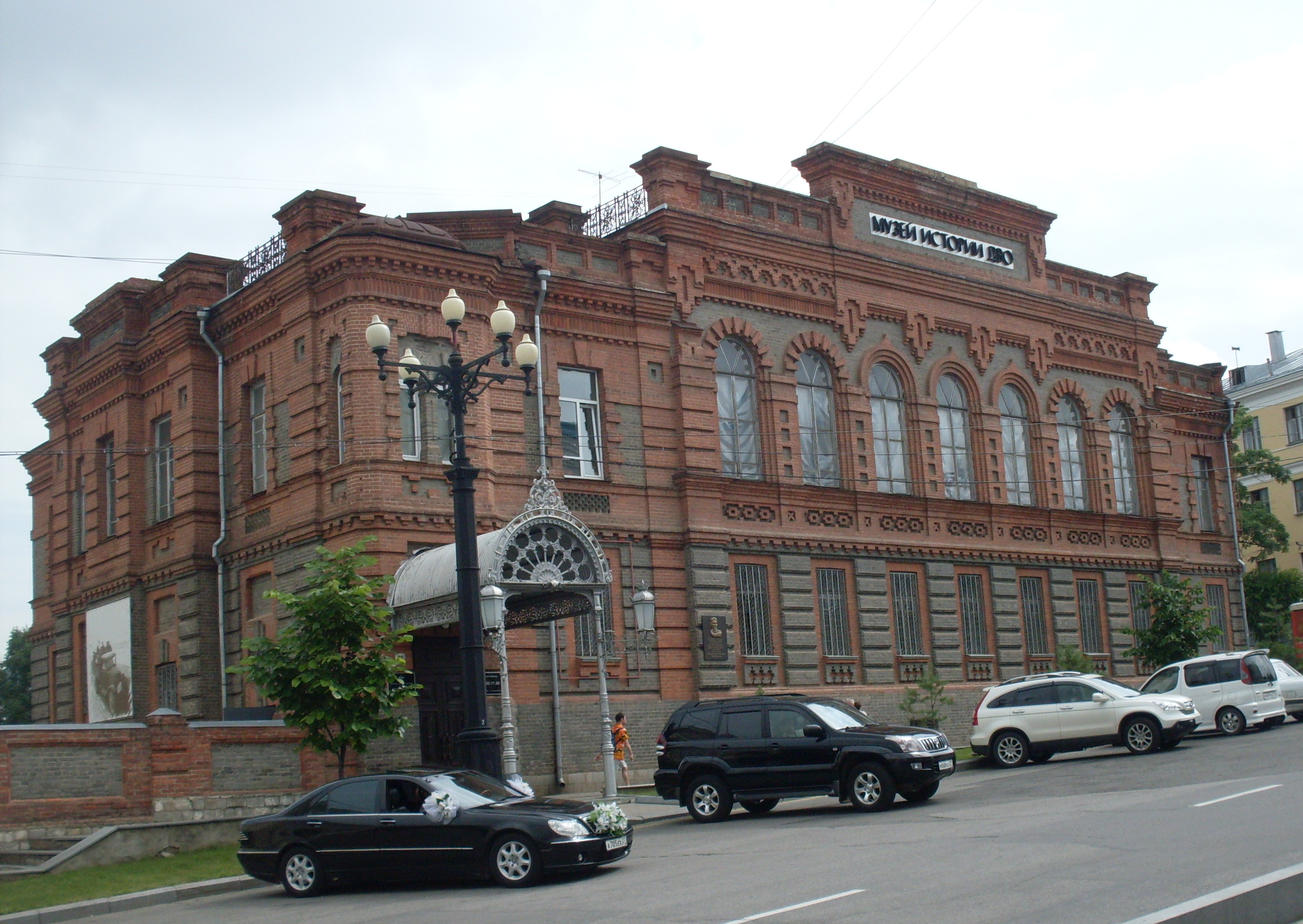
Museo Histórico Militar del Lejano Oriente.
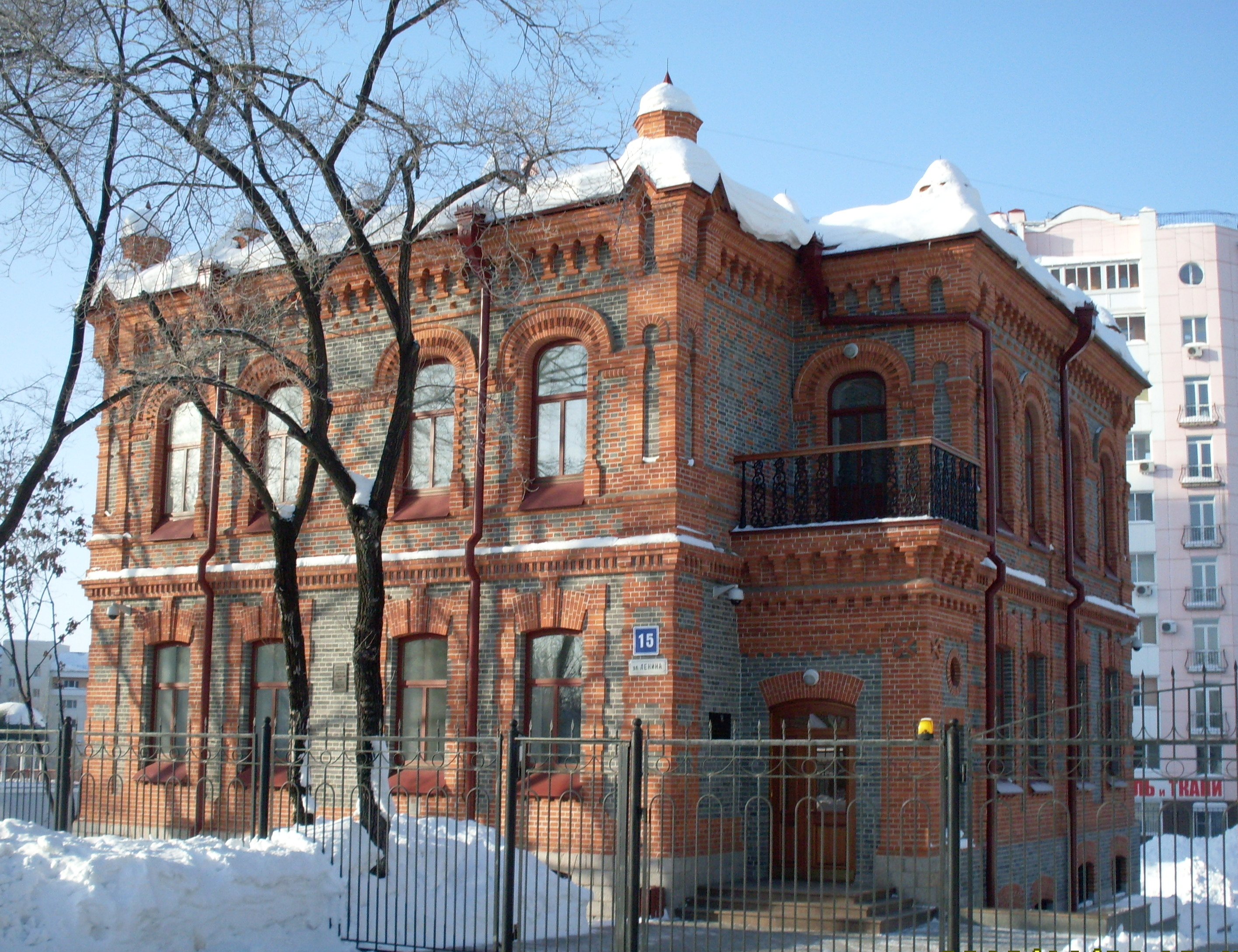
Museo Geológico de Jabárovsk.

## Deportes

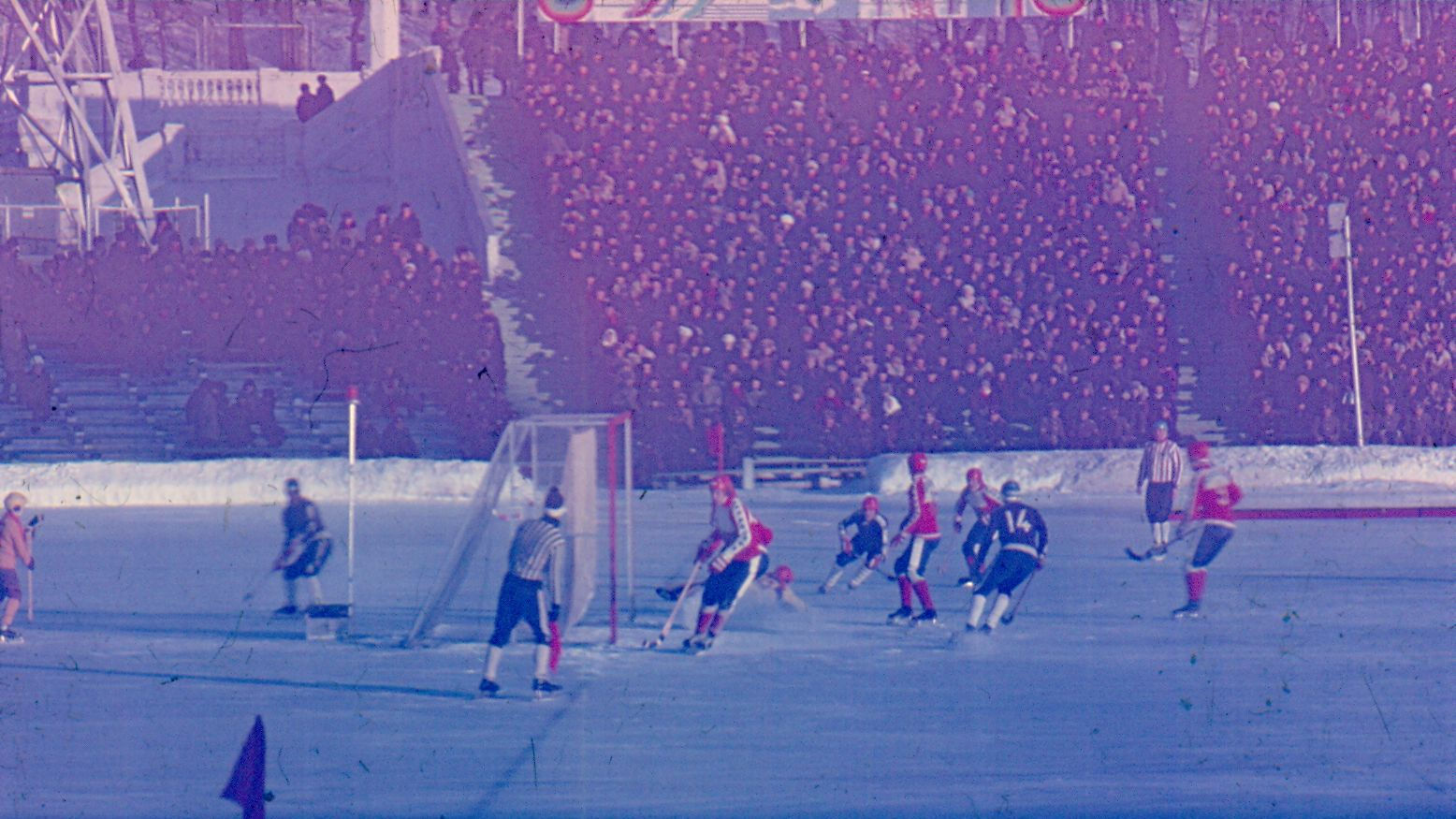
Subcampeones en 1982

- Jabárovsk es la sede de una franquicia de la Liga Continental de Hockey, Amur Khabarovsk, que juega sus partidos como local en el Platinum Arena. Es el equipo más oriental de cuantos participan en dicha liga.
- El FC SKA-Energiya Jabarovsk es el mejor equipo de fútbol de la ciudad, que jugará en la Premier League de Rusia, desde la temporada 2017-18.
- El SKA-Neftyanik juega en la Superliga de bandy, la máxima división del hockey con pelota de Rusia. Desde la temporada 2013-14 tienen un pabellón deportivo con el nombre de Yeroféi Jabárov, uno de los primeros en Rusia.

### Eventos Internacionales

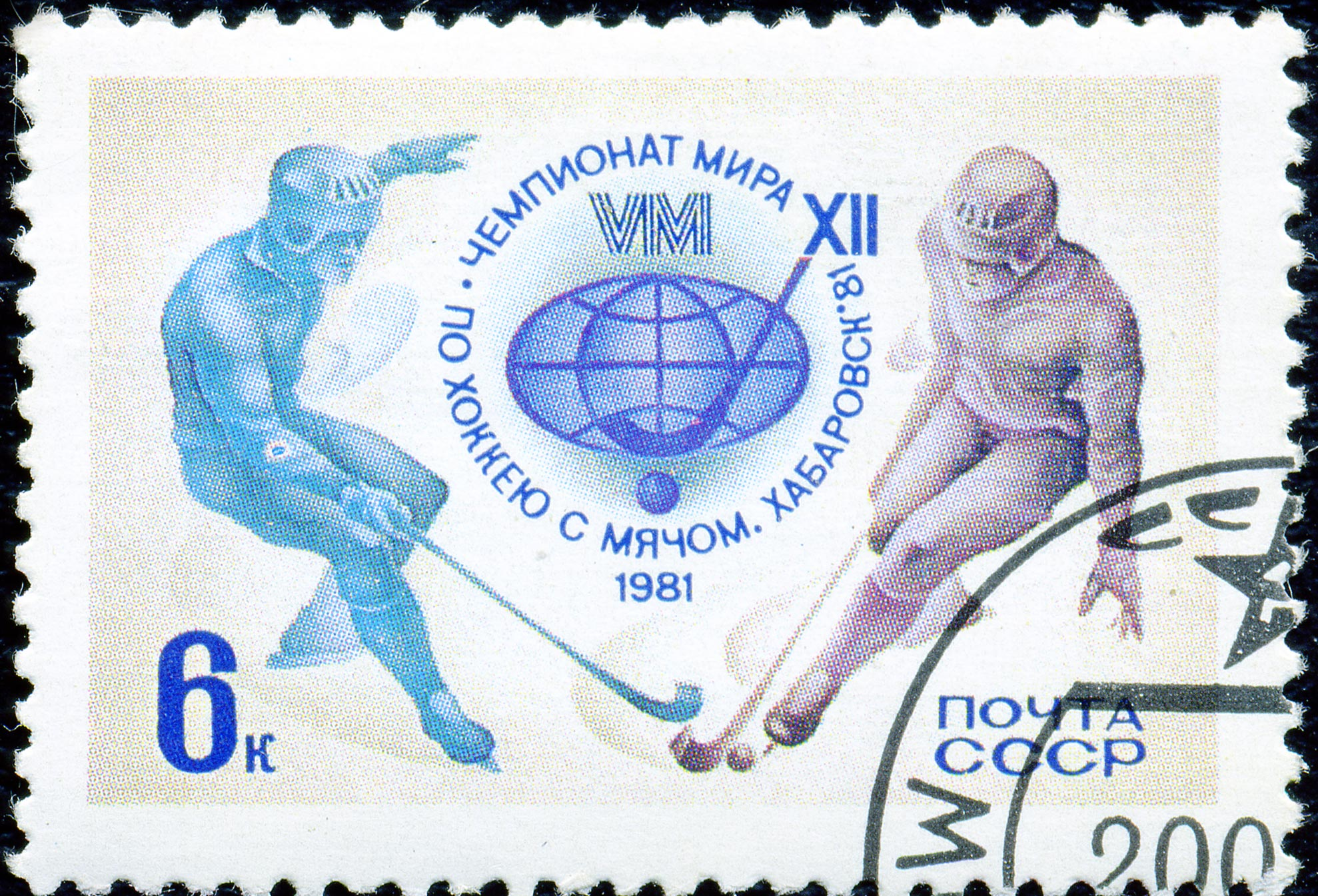
Sello conmemorativo del Campeonato Mundial de Bandy de 1981 en Jabárovsk

La ciudad fue sede del Campeonato Mundial de Bandy de 1981 y del torneo de 2015. Se esperan 21 equipos, 4 más que el récord de las 17 selecciones del torneo de 2014, con esto, el gobernador de Krai de Jabárovsk piensa que el torneo contribuirá a hacer del bandy una disciplina olímpica.

## Transporte

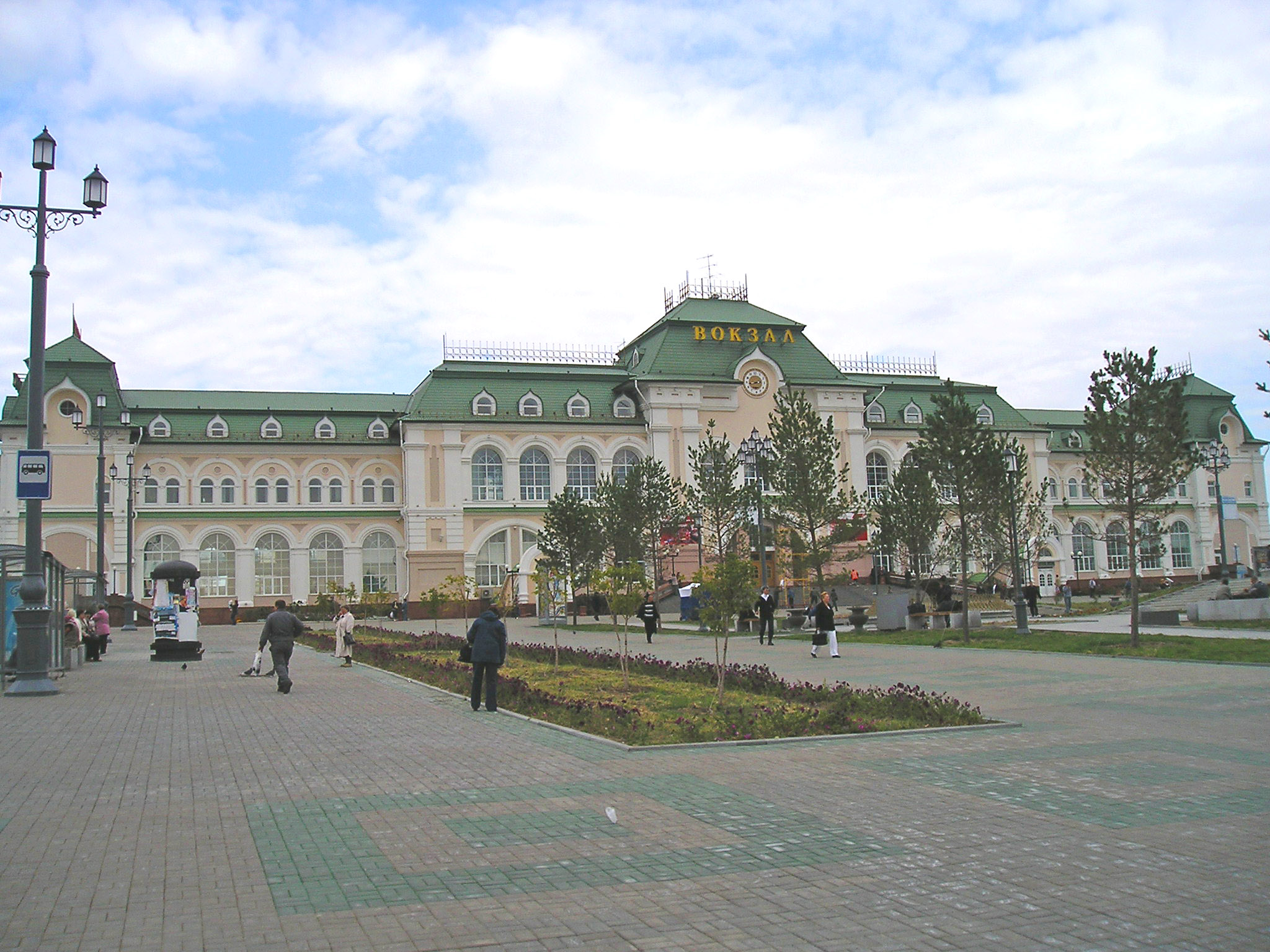
Estación de trenes Jabárovsk-1.

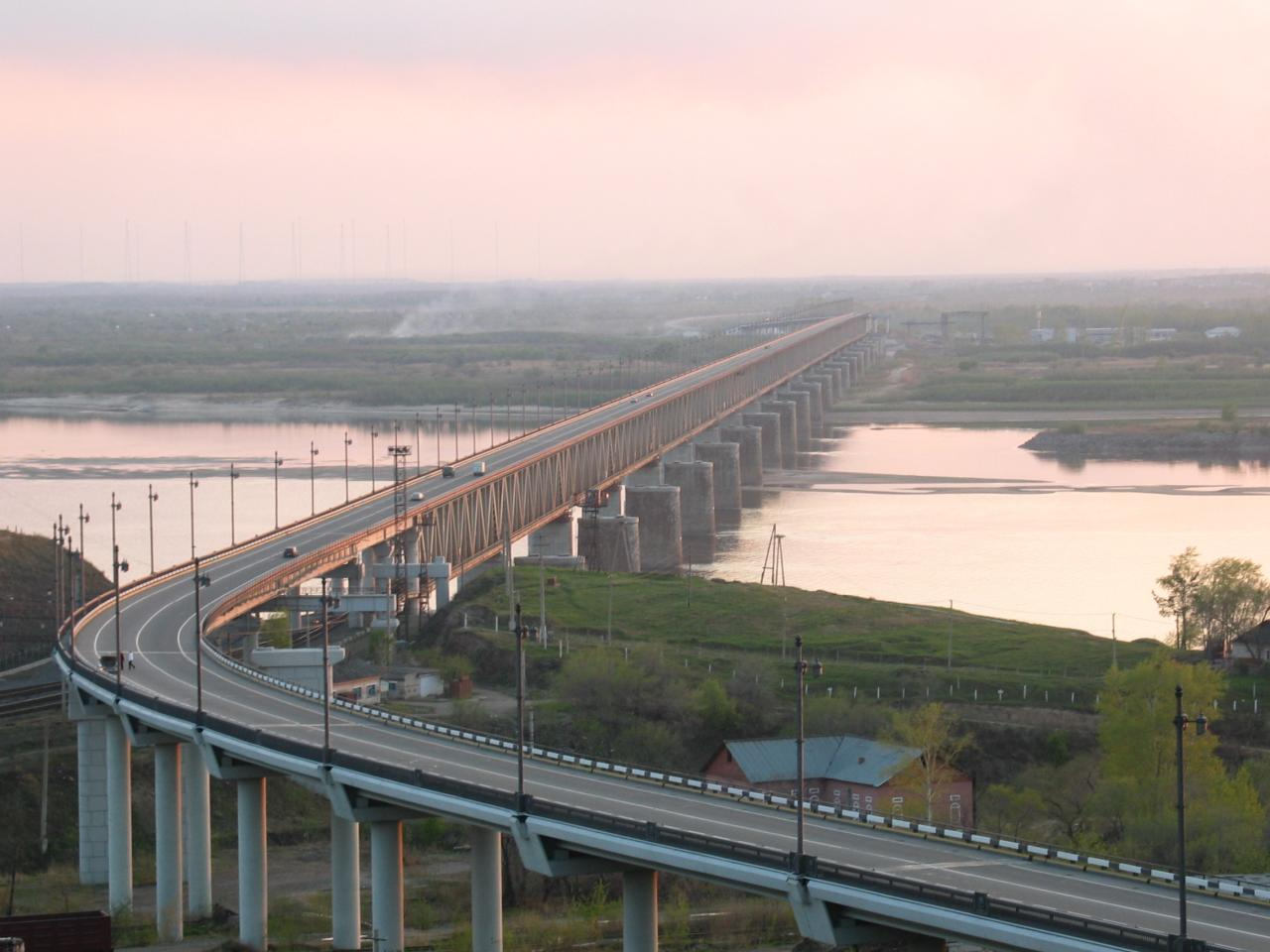
El puente de Jabárovsk sobre el río Amur.

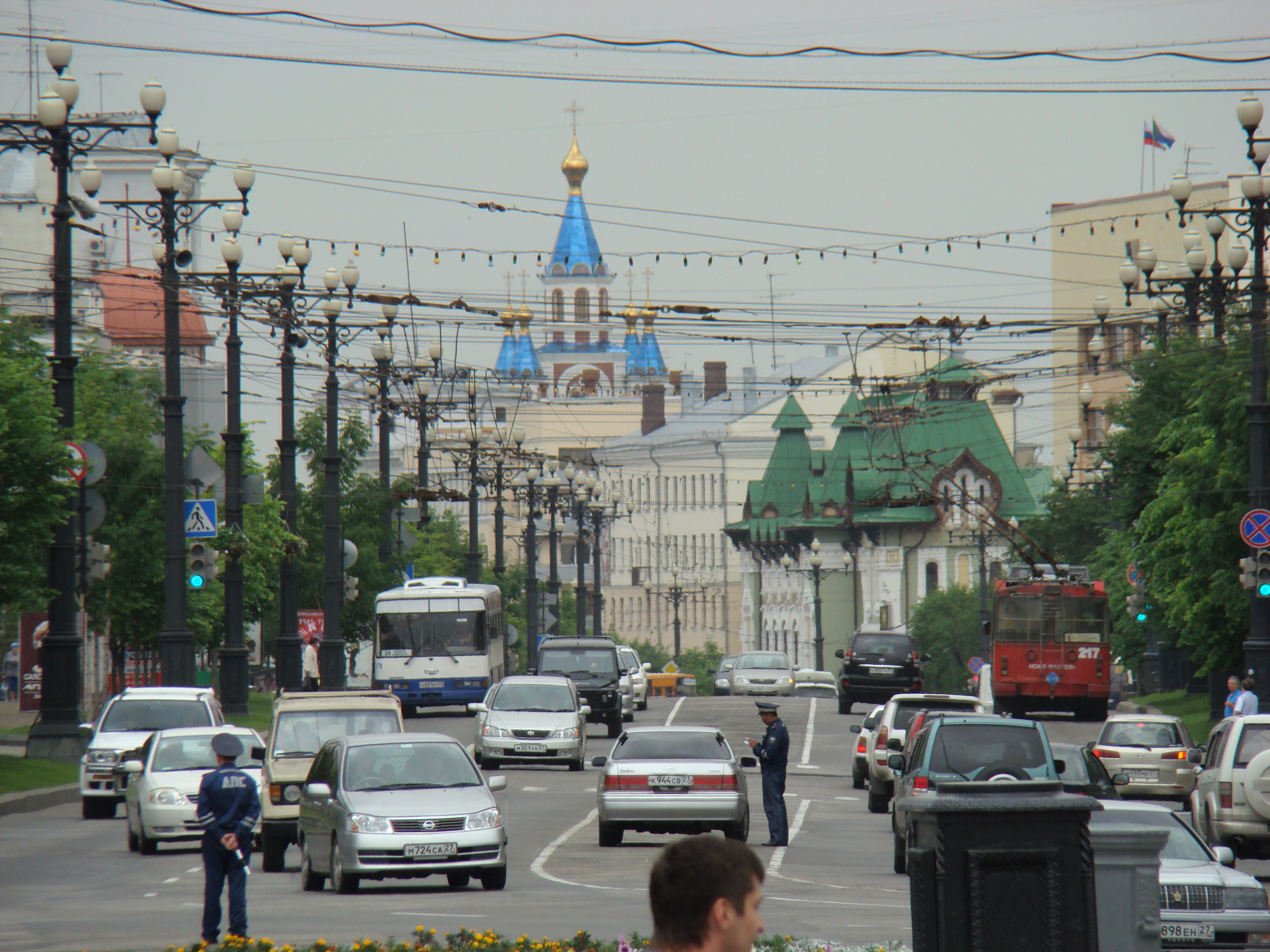
Cruce entre las calles Muraviov y Amurski desde la plaza Lenin.

Jabárovsk tiene conexiones marítimas, aéreas, por ferrocarril y por carretera con el norte y oeste del país, con el Krai de Primorie, Sajalín y los puertos internacionales, nacionales y regionales del Krai de Jabárovsk. Es un importante centro de transporte ferroviario, fluvial y por carretera de la región.

### Ferroviario
Jabárovsk es una parada importante en la ruta del Ferrocarril Transiberiano, y forma parte de la línea ferroviaria con Komsomolsk del Amur y el ferrocarril Baikal-Amur. Le gestión ferroviaria de la ciudad corre a cargo del Ferrocarril del Lejano Oriente y hay cuatro estaciones de ferrocarril. La principal es la estación Jabárovsk-1 (de pasajeros) y Jabárovsk-2 (de carga).
La ciudad está conectada hacia el oeste, mediante el tren Rossiya 1, con Moscú en la línea R8500 (cinco días y 10 horas de viaje) e Irkutsk en la línea R5000 (60 horas). En fechas pares también está el tren 43 a Moscú (R5700, cinco días y 17 horas) e Irkutsk (60 horas, R3350); mientras que el tren 7 se dirige a Novosibirsk (R4550, 91 horas). Hacia el este, a Vladivostok se puede llegar en el tren Okean todos los días (R1500, 13 horas). Los servicios de trenes de cercanías son operados por trenes eléctricos. En 2009, se completó la reconstrucción del puente sobre el río Amur, que es utilizado para ferrocarril y carreteras. La ciudad también cuenta con trayectos de tren internacionales a Harbin y Pionyang.

### Carretera y urbano
Así mismo, la ciudad es punto de unión de las carreteras federales M58 (Chitá - Jabárovsk), M60 (Jabárovsk - Vladivostok), R454 Jabárovsk - Komsomolsk del Amur y la autopista "Este" (Jabárovsk - Najodka). En 1983 se construyó a la estación de autobuses, que incluye interurbanas que conectan la ciudad con las regiones central y oriental a ciudades del Krai de Primorie y el Óblast autónomo Hebreo.
El transporte urbano incluye tranvías, trolebús, buses y taxis. También existe un proyecto de construcción de la cadena de transporte Yunitskiy. Sin embargo, la construcción del sistema de metro en Jabárovsk no ha llegado a buen término debido a la compleja red de ríos subterráneos y la presencia desbordante del río Amur y sus afluentes, así como el difícil terreno montañoso de los alrededores. La longitud del líneas de autobús urbanas y tranvía en Jabárovsk es de más de 500 km. Desde el año 2000 se han construido nuevos intercambiadores en el distrito norte y en la intersección de Karl Marx y Leningrado.
También se ha iniciado la reconstrucción de carreteras y el sistema de transporte de la ciudad. Ello se oficializó con el Plan de Desarrollo Estratégico para la ciudad de Jabárovsk en el año 2020, aprobado en el primer trimestre de 2008, en el que se separarán las líneas de vía de tranvía de la línea del tren ligero. Además, en el desarrollo del sistema de transporte futuro se centra en el transporte respetuosos con el medio ambiente mediante trolebuses y tranvías. El tranvía de Jabárovsk está siendo renovado desde 2003 gracias a este plan y se está sustituyendo por un tren ligero.

### Aéreo
El aeropuerto de Jabárovsk Novy se encuentra situado a 7 km al este del centro de la ciudad y es el aeropuerto más grande del Lejano Oriente. El aeropuerto atiende a más de un millón de pasajeros al año y conecta la ciudad con las principales ciudades nacionales y regionales como Moscú, San Petersburgo, Vladivostok o Novosibirsk; así como vuelos internacionales a Japón, China, Corea del Norte, Corea del Sur e Israel. El aeropuerto también sirve como un importante punto de reabastecimiento de combustible y aterrizaje de emergencia para vuelos polares entre Norteamérica y Asia.

## Ciudades hermanas
Jabárovsk tiene acuerdos de hermandad con las siguientes ciudades:
- Bucheon (Corea del Sur)
- Niigata (Japón)
- Harbin (China)
- Villeurbanne (Francia)
- Anchorage (Estados Unidos)
- Portland (Estados Unidos)
- Victoria (Canadá)
- Mudanjiang (China)